# Goldene Himbeere 1992
Die Goldene Himbeere 1992 (engl.: 12th Golden Raspberry Awards) wurde am 29. März 1992, dem Vorabend der Oscarverleihung, im Hollywood Roosevelt Hotel in Hollywood, Kalifornien verliehen.
Mit insgesamt drei Auszeichnungen war Hudson Hawk – Der Meisterdieb der am häufigsten prämierte Film des Abends. Die meisten Nominierungen (sieben) konnte zuvor Cool as Ice auf sich vereinigen.

## Preisträger und Nominierungen
Es folgt die komplette Liste der Preisträger und Nominierten.
| Kategorien                     | Nominierte                                                                          | Nominierte |
| ------------------------------ | ----------------------------------------------------------------------------------- | --- |
| Schlechtester Film             | Joel Silver                                                                         | Joel Silver – Hudson Hawk – Der Meisterdieb (Hudson Hawk)                                                                                    |
| Schlechtester Film             | Joel Silver                                                                         | Lester Berman und Robert K. Weiss – Valkenvania – Die wunderbare Welt des Wahnsinns (Nothing but Trouble)                                    |
| Schlechtester Film             | Joel Silver                                                                         | Loucas George – Die Show am Rande des Wahnsinns (Dice Rules)                                                                                 |
| Schlechtester Film             | Joel Silver                                                                         | William A. Graham – Rückkehr zur blauen Lagune (Return to the Blue Lagoon)                                                                   |
| Schlechtester Film             | Joel Silver                                                                         | Carolyn Pfeiffer und Lionel Wingram – Cool as Ice                                                                                            |
| Schlechtester Schauspieler     | Kevin Costner                                                                       | Kevin Costner – Robin Hood – König der Diebe (Robin Hood: Prince of Thieves)                                                                 |
| Schlechtester Schauspieler     | Kevin Costner                                                                       | Andrew Dice Clay – Die Show am Rande des Wahnsinns (Dice Rules)                                                                              |
| Schlechtester Schauspieler     | Kevin Costner                                                                       | Sylvester Stallone – Oscar – Vom Regen in die Traufe (Oscar)                                                                                 |
| Schlechtester Schauspieler     | Kevin Costner                                                                       | Vanilla Ice – Cool as Ice |
| Schlechtester Schauspieler     | Kevin Costner                                                                       | Bruce Willis – Hudson Hawk – Der Meisterdieb (Hudson Hawk)                                                                                   |
| Schlechteste Schauspielerin    | Sean Young                                                                          | Sean Young (als überlebender Zwilling) – Der Kuß vor dem Tode (A Kiss Before Dying)                                                          |
| Schlechteste Schauspielerin    | Sean Young                                                                          | Kim Basinger – Die blonde Versuchung (The Marrying Man)                                                                                      |
| Schlechteste Schauspielerin    | Sean Young                                                                          | Sally Field – Nicht ohne meine Tochter (Not Without My Daughter)                                                                             |
| Schlechteste Schauspielerin    | Sean Young                                                                          | Madonna – In Bed with Madonna (Truth or Dare)                                                                                                |
| Schlechteste Schauspielerin    | Sean Young                                                                          | Demi Moore – Der Mann ihrer Träume (The Butcher's Wife) und Valkenvania – Die wunderbare Welt des Wahnsinns (Nothing but Trouble)            |
| Schlechtester Nebendarsteller  | Dan Aykroyd                                                                         | Dan Aykroyd – Valkenvania – Die wunderbare Welt des Wahnsinns (Nothing but Trouble)                                                          |
| Schlechtester Nebendarsteller  | Dan Aykroyd                                                                         | Richard E. Grant – Hudson Hawk – Der Meisterdieb (Hudson Hawk)                                                                               |
| Schlechtester Nebendarsteller  | Dan Aykroyd                                                                         | Anthony Quinn – Die wahren Bosse – Ein teuflisches Imperium (Mobsters)                                                                       |
| Schlechtester Nebendarsteller  | Dan Aykroyd                                                                         | Christian Slater – Die wahren Bosse – Ein teuflisches Imperium (Mobsters) und Robin Hood – König der Diebe (Robin Hood: Prince of Thieves)   |
| Schlechtester Nebendarsteller  | Dan Aykroyd                                                                         | John Travolta – Shout |
| Schlechteste Nebendarstellerin | Sean Young                                                                          | Sean Young (als der verstorbene Zwilling) – Der Kuß vor dem Tode (A Kiss Before Dying)                                                       |
| Schlechteste Nebendarstellerin | Sean Young                                                                          | Sandra Bernhard – Hudson Hawk – Der Meisterdieb (Hudson Hawk)                                                                                |
| Schlechteste Nebendarstellerin | Sean Young                                                                          | John Candy (als Frau) – Valkenvania – Die wunderbare Welt des Wahnsinns (Nothing but Trouble)                                                |
| Schlechteste Nebendarstellerin | Sean Young                                                                          | Julia Roberts – Hook |
| Schlechteste Nebendarstellerin | Sean Young                                                                          | Marisa Tomei – Oscar – Vom Regen in die Traufe (Oscar)                                                                                       |
| Schlechteste Regie             |                                                                                     | Michael Lehmann – Hudson Hawk – Der Meisterdieb (Hudson Hawk)                                                                                |
| Schlechteste Regie             | Dan Aykroyd – Valkenvania – Die wunderbare Welt des Wahnsinns (Nothing but Trouble) | |
| Schlechteste Regie             | William A. Graham – Rückkehr zur blauen Lagune (Return to the Blue Lagoon)          | |
| Schlechteste Regie             | David Kellogg – Cool as Ice                                                         | |
| Schlechteste Regie             | John Landis – Oscar – Vom Regen in die Traufe (Oscar)                               | |
| Schlechtestes Drehbuch         | Daniel Waters · Bruce Willis                                                        | Robert Kraft, Steven E. de Souza, Daniel Waters und Bruce Willis – Hudson Hawk – Der Meisterdieb (Hudson Hawk)                               |
| Schlechtestes Drehbuch         | Daniel Waters · Bruce Willis                                                        | Dan Aykroyd und Peter Aykroyd – Valkenvania – Die wunderbare Welt des Wahnsinns (Nothing but Trouble)                                        |
| Schlechtestes Drehbuch         | Daniel Waters · Bruce Willis                                                        | Andrew Dice Clay – Die Show am Rande des Wahnsinns (Dice Rules)                                                                              |
| Schlechtestes Drehbuch         | Daniel Waters · Bruce Willis                                                        | David Stenn – Cool as Ice |
| Schlechtestes Drehbuch         | Daniel Waters · Bruce Willis                                                        | Leslie Stevens – Rückkehr zur blauen Lagune (Return to the Blue Lagoon)                                                                      |
| Schlechtester Newcomer         | Vanilla Ice                                                                         | Vanilla Ice – Cool as Ice |
| Schlechtester Newcomer         | Vanilla Ice                                                                         | Brian Bosworth – Stone Cold – Kalt wie Stein (Stone Cold)                                                                                    |
| Schlechtester Newcomer         | Vanilla Ice                                                                         | Milla Jovovich – Rückkehr zur blauen Lagune (Return to the Blue Lagoon)                                                                      |
| Schlechtester Newcomer         | Vanilla Ice                                                                         | Brian Krause – Rückkehr zur blauen Lagune (Return to the Blue Lagoon)                                                                        |
| Schlechtester Newcomer         | Vanilla Ice                                                                         | Kristin Minter – Cool as Ice |
| Schlechtester Song             | Mc Hammer                                                                           | Addams Groove aus Addams Family (The Addams Family) – MC Hammer und Felton C. Pilate II                                                      |
| Schlechtester Song             | Mc Hammer                                                                           | Cool as Ice aus Cool as Ice – Vanilla Ice, Gail King and Princess                                                                            |
| Schlechtester Song             | Mc Hammer                                                                           | Why Was I Born (Freddy's Dead) aus Freddy’s Finale – Nightmare on Elm Street 6 (Freddy's Dead: The Final Nightmare) – Iggy Pop and Whitehorn |